# Kacza Wyspa
Kacza Wyspa – wyspa pomiędzy kanałem Czapina a jeziorem Dąbie w Szczecinie. Na północ od niej znajduje się Mewia Wyspa, a na południowym zachodzie wyspa Dębina.
Nazwę Kacza Wyspa wprowadzono urzędowo w 1949 roku, zastępując poprzednią niemiecką nazwę Klein-Kamel-Werder.